# Волівчик
Волі́вчик — річка в Україні (Закарпатська область), притока Вичі.
Протікає у селищі Воловець.
Початок річки починається як джерело з питною водою.